# Oreophryne kampeni
Oreophryne kampeni é uma espécie de anfíbio da família Microhylidae.
É endémica da Papua-Nova Guiné.
Os seus habitats naturais são: florestas subtropicais ou tropicais húmidas de baixa altitude.